# 阿惜姨
《阿惜姨》，公視人生劇展「母親的故事」系列，張鳳鳴執導，2008年6月15日首播。

## 演員
- 高欣欣　 飾 阿惜
- 黃仲崑　 飾 林桑
- 范瑞君　 飾 阿蜜
- 陳妍安　 飾 春玉